# Chironomus sinicus
Chironomus sinicus är en tvåvingeart som beskrevs av Kiknadze, Wang, Istomina och Gunderina 2005. Chironomus sinicus ingår i släktet Chironomus och familjen fjädermyggor. Inga underarter finns listade i Catalogue of Life.